# Mygale Concept
 (octobre 2022).
Pour les articles homonymes, voir Mygale (homonymie).
Mygale est un constructeur français de voitures de course.
Fondé en 1989 par Bertrand Decoster (1964-), Mygale lance la première Formule Ford française. En 2000, l'entreprise se base sur le technopole du circuit de Nevers Magny-Cours.
La production se compose principalement de formules de promotion, BMW, Ford et Renault et la Formule 3 dans les années 2000. La Peugeot 207 spider est également fabriquée par Mygale.
Depuis 2015, Mygale est le constructeur de plusieurs championnats de Formule 4, certifiés par la FIA : Grande-Bretagne, Chine, Amérique centrale, Australie, Asie du Sud-Est, Danemark, France et Argentine.